# Загайнов Герман Іванович
Герман Іванович Загайнов (31 липня 1935, місто Кіров, тепер Кіровської області, Російська Федерація — 3 листопада 2007, місто Москва, Російська Федерація) — радянський вчений в галузі аеродинаміки, динаміки польоту та систем управління авіаційно-космічної техніки, доктор технічних наук (1982), професор (1984), начальник (директор) Центрального аерогідродинамічного інституту імені М. Є. Жуковського (1989—1995). Дійсний член Російської академії космонавтики імені Ціолковського, член Міжнародної ради з аеронавігаційних наук та Шведської королівської академії інженерних наук. Член Центральної контрольної комісії КПРС у 1990—1991 роках. 

## Життєпис
Народився в робітничій родині.
У 1954 році закінчив Кіровську середню школу № 14 із золотою медаллю. З 1954 по 1959 рік навчався на факультеті аеромеханіки та літальної техніки Московського фізико-технічного інституту.
У 1959—1980 роках — інженер, старший інженер, провідний інженер, начальник сектору Центрального аерогідродинамічного інституту імені М. Є. Жуковського.
Член КПРС з 1965 року.
З 1965 року одночасно з науковою займався і педагогічною діяльністю в Московському фізико-технічному інституті: викладач, професор та завідувач кафедри технології проєктування літальних апаратів, був заступником декана факультету аеромеханіки та літальної техніки.
У 1980—1987 роках — начальник науково-дослідного відділу № 15, заступник начальника відділення, в 1987—1989 роках — начальник відділення Центрального аерогідродинамічного інституту імені М. Є. Жуковського.
У 1989—1995 роках — начальник (директор) Центрального аерогідродинамічного інституту імені професора М. Є. Жуковського.
У 2001—2007 роках — професор Московського авіаційного інституту. 
Брав участь у розробці винищувачів третього та четвертого покоління МІГ-29 та СУ-27, а також у програмі зі створення та випробування орбітального корабля — ракетоплану багаторазової транспортної космічної системи «Буран», створеного в рамках програми «Енергія — Буран». Був автором понад 80 наукових праць та понад 30 патентів на винаходи.
Помер 3 листопада 2007 року в Москві, урна із прахом похована в колумбарії на Троєкуровському цвинтарі (11 секція).

## Нагороди та відзнаки
- орден Жовтневої Революції
- орден Трудового Червоного Прапора
- орден «Знак Пошани»
- медалі
- двічі лауреат Державної премії СРСР (1975, 1989)